# غاي بيرس
غاي إدوارد بيرس (بالإنجليزية: Guy Pearce)‏ ممثل أسترالي، بريطاني المولد، ولد في 5 أكتوبر 1967. أشهر أدواره مغامرات بريسكيلا، ملكة الصحراء (1994), سري جدًا في لوس أنجلوس (1997), تذكار (2000), خطاب الملك (2010), بروميثيوس (2012), بالإضافة إلى آيرون مان 3 (2013). أيضا أدى شخصية مايك يونغ في المسلسل الأسترالي جيران. فاز بـجائزة إيمي وترشيحات في غولدن غلوب وجوائز نقابة ممثلي الشاشة وجائزة زحل.

## بدايته
وُلد بيرس في مدينة ألي بمقاطعة كامبريدجشير. والدته آن كوكنغ وُلدت في دورهام وتعمل معلمة متخصصة في كل من التطريز والاقتصاد المنزلي. والده ستيوارت بيرس وُلد في نيوزيلندا وكان يعمل طيّار في القوى الجوية وتوفي عندما كان عمر غاي 9 سنوات. عندما بلغ الثالثة من عمره انتقل مع والدته للعيش في مدينة غريلونغ الأسترالية بعد أن افتتحت والدته فيها مزرعة للغزلان. درس في أحد الكليات الخاصة في غريلونغ. عندما كان عمره من 15 إلى 22 سنة حصل على المركز الأول في أحد مسابقات كمال الأجسام، وأيضًا شارك في المبارزة بالسيف. بعد ذلك عاش انتقل للعيش في مدينة ملبورن في أواخر الثمانينات بينما كان يشارك بالمسلسل الأسترالي جيران.
شارك بيرس بالعديد من الإنتاجات المسرحية عندما كان شبابًا، وبعمر 17 سنة قام بتأدية أول تجربة أداء له عن فيلم "Life and Study at University" والذي كان عبارة عن ترويج للدراسة بالجامعة، من إنتاج وإخراج بيتر لين في جامعة ديكين الأسترالية. كان من المفترض أن يكون دور البطولة لشاب بعمر 23 سنة وتم رفض بيرس بالبداية بسبب صغر سنه، ولكن والدته أصرّت عليهم أن ابنها قادر على تأدية الدور. وبعد الإصرار من طرف والدته وتأكيدها لهم قام بإعادة تجربة الأداء وتم قبوله. نضوجه كممثل كان حاضرًا منذ أن كان شابًا فقد برع بالأداء في مخاطبة الكاميرا بشكل مباشر.

## مشاركاته الأخرى وجوائزه
ظهر بيرس بالأغنية المصورة Across the Night للفرقة الأسترالية Silverchair، أيضًا بالأغنية المصورة Before I Fall to Pieces لفرقة Razorlight. قام بتسجيل الساوندتراك لفيلمه A Slipping-Down Life وقام بالغناء وتأدية الإيتار بنفسه لأغاني عدة مغنين رون سيكسميث، فيك تشيسنت، روبين هيتشكوك.
في 18 سبتمبر 2011, فاز بيرس بـجائزة إيمي عن أفضل دور ثانوي بالمسلسل القصير (ميلدريد بيرس) بدور مونتي بيراغون والتي شاركت معه الممثلة كيت وينسلت دور البطولة.

## حياته الخاصة
تزوج من كيت ميستيتز منذ شهر مارس عام 1997 والتي تعمل طبيبة نفسية. مشجع قديم لكرة القدم الأسترالية، ويشجع فريق غريلونغ.

## أفلامه
| السنة     | العنوان                                          | الدور                | ملاحظات |
| --------- | ------------------------------------------------ | -------------------- | --- |
| 1986–1989 | جيران                                            | مايك يونغ            | مسلسل; 496 حلقة |
| 1990      | Friday on My Mind                                |                      | |
| 1990      | Heaven Tonight ‏                                  | بول ديسارت           | |
| 1991      | Hunting                                          | شارب                 | |
| 1991      | ذهابا وايابا                                     | ديفيد كروفت          | مسلسل; 12 حلقة |
| 1994–1996 | Snowy River: The McGregor Saga ‏                  | روب ميكريغور         | مسلسل; 65 مسلسل ترشح—Logie Award for Most Popular Actor (1996) |
| 1994      | The Adventures of Priscilla, Queen of the Desert | آدم/فليشيا           | |
| 1996      | Dating the Enemy                                 | بريت                 | |
| 1997      | The Devil Game                                   | مايكل                | فيلم تلفزيوني |
| 1997      | Halifax f.p: Deja Vu                             | دانيال وريتشارد فيني | فيلم تلفزيوني |
| 1997      | Flynn                                            | إيرول فلين           | |
| 1997      | L.A. Confidential                                | إيد إكزلي            | ترشح—جائزة كلوترودس لأفضل ممثل ترشح—جائزة نقابة ممثلي الشاشة عن الأداء المتميز من قبل الممثلين في السينما ‏ |
| 1998      | Woundings                                        | جيمي كومبتون         | New York International Independent Film Award for Best Actor |
| 1999      | Ravenous                                         | الكابتن جون بويد     | |
| 1999      | A Slipping-Down Life                             | درمسترنغز كيسي       | |
| 2000      | Rules of Engagement                              | الرائد مارك بيغز     | |
| 2000      | Memento                                          | ليونارد شيلبي        | Las Vegas Film Critics Society Award for Best Actor San Diego Film Critics Society Award for Best Actor Nominated—جائزة جمعية شيكاغو لنقاد السينما لأفضل ممثل ‏ Nominated—Online Film Critics Society Award for Best Actor Nominated—Phoenix Film Critics Society Award for Best Actor Nominated—جائزة ساتالايت لأفضل ممثل وفيلم ‏ Nominated—جائزة زحل لأفضل ممثل |
| 2002      | The Hard Word                                    | ديل                  | ترشح—Film Critics Circle of Australia Award for Best Actor ‏ |
| 2002      | The Time Machine                                 | أليكسندر هراتديغن    | |
| 2002      | The Count of Monte Cristo                        | فيرناند مونديغو      | |
| 2002      | Till Human Voices Wake Us                        | د. سام فرانكس        | |
| 2004      | Two Brothers                                     | إيدان مكروري         | |
| 2005      | افتراض (توضيح)                                   | تشارلي بورنز         | Nominated—جائزة آكتا لأفضل ممثل في دور رئيسي ‏ ترشح—Chlotrudis Award for Best Actor ترشح—Film Critics Circle of Australia Award for Best Actor ‏ ترشح—Inside Film Award for Best Actor ‏ |
| 2006      | First Snow                                       | جيمي ستاركس          | |
| 2006      | فتاة المصنع (فيلم 2006)                          | أندي وارهول          | |
| 2008      | أعمال تتحدى الموت                                | هاري هوديني          | ترشح—جائزة آكتا لأفضل ممثل في دور رئيسي ‏ |
| 2008      | Winged Creatures                                 | د. بروس لارابي       | |
| 2008      | Traitor                                          | روي كلايتون          | |
| 2008      | Bedtime Stories                                  | كيندول               | |
| 2009      | I Am You                                         | السيد باربر          | |
| 2009      | The Road                                         | الجندي السابق        | |
| 2009      | The Hurt Locker                                  | مات تومبسون          | Gotham Independent Film Award for Best Ensemble Cast ‏ |
| 2010      | The King's Speech                                | الملك إدوارد الثامن  | جائزة نقابة ممثلي الشاشة عن الأداء المتميز من قبل الممثلين في السينما ‏ ترشح—British Independent Film Award for Best Supporting Actor |
| 2010      | Animal Kingdom                                   | المحقق نيثان ليكي    | Nominated—Australian Film Institute Award for Best Actor in a Supporting Role |
| 2011      | Mildred Pierce                                   | مونتي بيراغون        | HBO miniseries جائزة إيمي برايم تايم عن فئة الأداء المذهل لممثل مساعد في مسلسل قصير أو فيلم ‏ ترشح—جائزة غولدن غلوب لأفضل ممثل مساعد - مسلسل، أو مسلسل قصير أو فيلم تلفزيوني ترشح—جائزة القمر الصناعي لأفضل ممثل مساعد – مسلسلات أو دراما تلفزيونية أو فيلم تلفزيوني ترشح—جائزة نقابة ممثلي الشاشة عن فئة الأداء المبهر لممثل في مسلسل قصير أو فيلم تلفزيوني ‏    |
| 2011      | 33 Postcards                                     | دين راندل            | ترشح—جائزة آكتا لأفضل ممثل في دور رئيسي [الإنجليزية] |
| 2011      | Don't Be Afraid of the Dark                      | أليكس هيرست          | |
| 2011      | طلب العدالة (فيلم)                               | سايمون               | |
| 2012      | Lockout                                          | ماريون سنو           | |
| 2012      | Prometheus                                       | Peter Weyland        | |
| 2012      | Lawless                                          | تشارلي ريكس          | |
| 2012      | Jack Irish                                       | جاك أيرش             | فيلمين تلفزيونيين; (Bad Debts & Black Tide) |
| 2013      | دريك دوريموس                                     | كيث                  | |
| 2013      | Iron Man 3                                       | الدريتش كيليان       | |
| 2013      | كراهية، صداقة، تودد، حب، زواج                    |                      | مرحلة ما بعد الإنتاج |
| 2013      |                                                  |                      | |
| 2013      | The Rover                                        | إيريك                | مرحلة ما بعد الإنتاج |
| 2020      | مستعمرة 414                                      | ديفيد كارمايكل       | فيلم تلفزيوني |

## مواقع خارجية
- غاي بيرس على موقع IMDb (الإنجليزية)
- غاي بيرس على موقع روتن توميتوز (الإنجليزية)
- غاي بيرس على موقع ألو سيني (الفرنسية)
- غاي بيرس على موقع ميوزك برينز (الإنجليزية)
- غاي بيرس على موقع أول موفي (الإنجليزية)
- غاي بيرس على موقع بوكس أوفيس موجو (الإنجليزية)
- غاي بيرس على موقع قاعدة بيانات الأفلام السويدية (السويدية)
- غاي بيرس على موقع إن إن دي بي (الإنجليزية)
- غاي بيرس على موقع ديسكوغز (الإنجليزية)
- غاي بيرس على موقع قاعدة بيانات الفيلم (الإنجليزية)